# La toubib se recycle
Pour les articles homonymes, voir Taxi Girl.
Pour plus de détails, voir Fiche technique et Distribution.
La toubib se recycle (Taxi Girl) est un film italien réalisé par Michele Massimo Tarantini, sorti en 1977.

## Fiche technique
Sauf indication contraire, les informations mentionnées dans cette section peuvent être confirmées par la base de données cinématographiques IMDb,  présente dans la section « Liens externes ».
- Titre français : La toubib se recycle ou Le Bon, la belle et le truand[1]
- Titre original : Taxi Girl ou La tassinara
- Réalisateur : Michele Massimo Tarantini
- Scénario : Luciano Martino, Francesco Milizia (it)
- Photographie : Giancarlo Ferrando (it)
- Montage : Raimondo Crociani
- Musique : I Pulsar Music Ltd.
- Décors : Francesco Calabrese
- Costumes : Elio Micheli
- Société de production : Dania Film
- Pays de production :  Italie
- Langue de tournage : italien
- Format : Couleurs Technicolor
- Durée : 100 minutes
- Genre : Comédie érotique italienne
- Dates de sortie :
  - Italie : 15 avril 1977
  - France : 22 mars 1978

## Distribution
- Edwige Fenech : Marcella
- Aldo Maccione : Adone Adonis
- Michele Gammino : Walter
- Gianfranco D'Angelo : Isidoro
- Alvaro Vitali : Alvaro
- George Hilton : Ramon
- Enzo Cannavale : Commissaire Angelini
- Giacomo Rizzo : Rocco
- Gastone Pascucci : cinéaste
- Rossana Di Lorenzo : Ornella
- Franco Diogene : sheikh Abdul Lala
- Franca Scagnetti : femme arabe
- Enzo Liberti : père de Marcella
- Adriana Facchetti : mère de Marcella
- Dante Cleri
- Thomas Rudy
- Cesare Bramieri
- Tony Morgan